# Kerry Johnson
Kerry Dale Johnson (* 23. Oktober 1963) ist eine ehemalige australische Sprinterin.
Bei den Commonwealth Games 1986 in Edinburgh schied sie über 100 und 200 Meter im Vorlauf aus. In der 4-mal-100-Meter-Staffel erreichte sie mit der australischen Mannschaft nicht das Ziel.
1988 erreichte sie bei den Olympischen Spielen in Seoul über 100 und 200 Meter das Viertelfinale. 1990 gewann sie bei den Commonwealth Games in Auckland Silber über 100 und 200 Meter sowie Gold in der 4-mal-100-Meter-Staffel. Im Jahr darauf gelangte sie bei den Weltmeisterschaften 1991 in Tokio über 100 Meter ins Halbfinale und kam mit der australischen 4-mal-100-Meter-Stafette auf den achten Platz.
Bei den Olympischen Spielen 1992 in Barcelona schied sie über 100 Meter im Viertelfinale aus und wurde in der 4-mal-100-Meter-Staffel Sechste.
1988 wurde sie Australische Meisterin über 100 Yards und 200 Meter.

## Bestzeiten
- 100 m: 11,19 s, 28. Januar 1990, Auckland
- 200 m: 22,82 s, 15. September 1988, Chiba